# ویرجیل (کشتی‌گیر)
ویرجیل (انگلیسی: Virgil; ۷ آوریل ۱۹۵۱ – ۲۸ فوریهٔ ۲۰۲۴) کشتی‌گیر کشتی حرفه‌ای، و آموزگار اهل ایالات متحده آمریکا بود.